# Mariah Carey (musikalbum)
Mariah Carey är sångerskan Mariah Careys självbetitlade debutalbum, utgivet i juni 1990. Det har sålt i uppemot 18 miljoner exemplar och gav Mariah sina fyra första listettor på Billboard Hot 100, "Vision of Love", "I Don't Wanna Cry", "Someday" och "Love Takes Time".

## Låtlista
1. "Vision of Love" (Carey, Ben Margulies) - 3:30
2. "There's Got to Be a Way" (Carey, Ric Wake) - 4:53
3. "I Don't Wanna Cry" (Carey, Narada Michael Walden) - 4:48
4. "Someday" (Carey, Margulies) - 4:08
5. "Vanishing" (Carey, Margulies) - 4:12
6. "It's All in Your Mind" (Carey, Margulies) - 4:45
7. "Alone in Love" (Carey, Margulies) - 4:12
8. "You Need Me" (Carey, Lawrence) - 3:51
9. "Sent from up Above" (Carey, Lawrence) - 4:04
10. "Prisoner" (Carey, Margulies) - 4:24
11. "Love Takes Time" (Carey, Margulies) - 3:49